# Paper
«Paper» — пісня ісландської співачки Свали для конкурсу  Євробачення 2017 в Києві, Україна. Оригінальна версія має назву «Ég veit það». Пісня була виконана в першому півфіналі Євробачення, 9 травня, але до фіналу не пройшла.

## Список композицій
| Digital download | Digital download        | Digital download |
| #                | Назва                   | Тривалість       |
| ---------------- | ----------------------- | ---------------- |
| 1.               | «Paper»                 | 3:00             |
| 2.               | «Ég veit það»           | 3:00             |
| 3.               | «Paper» (Karaoke)       | 3:00             |
| 4.               | «Ég veit það» (Karaoke) | 3:00             |